# Fourth Sea Lord
Le Fourth Sea Lord and Chief of Naval Supplies, initialement le Fourth Naval Lord, était l'un des Lord Naval et membre du Board of Admiralty (conseil de l'amirauté) qui contrôlait la Royal Navy (marine militaire du Royaume-Uni). Ce poste est actuellement connu sous le nom de Chief of Materiel (Fleet). Depuis 2017, il est également connu sous les noms de Chief of Fleet Support, Chief of Materiel (Ships), puis depuis 2020, Director General Ships.

## Histoire
L'origine de cet titre remonte à 1830, lorsque le poste de Fourth Naval Lord est créé jusqu'en 1868, date à laquelle il est rebaptisé Junior Naval Lord ; ce titre est resté jusqu'en 1904, date à laquelle il est à nouveau rebaptisé Fourth Sea Lord jusqu'en 1964 date à laquelle l'amirauté supprime ce poste. Son équivalent moderne est le Naval Member for Logistics, qui est responsable du soutien logistique et de la chaîne d'approvisionnement de la marine. Ses fonctions, ainsi que celles de deux autres départements d'État, ont été fusionnées au sein d'un nouveau ministère de la Défense. À la suite de cette fusion, un nouveau poste de Chief of Fleet Support  est créé, assumant les mêmes responsabilités et fonctions jusqu'en 2007, date à laquelle il est rebaptisé Chief of Materiel (Fleet). En 2017, il est intitulé 'Chief of Materiel (Ships). En août 2020, il est rebaptisé Director General Ships.

## Devoirs
En 1805, pour la première fois, des fonctions spécifiques sont attribuées à chacun des Lords de la Marine, qualifiés de Lords « professionnels », laissant aux Lords « civils » la tâche routinière de signer les documents.
Le Fourth Sea Lord, en tant que chef des approvisionnements navals, est responsable de l'approvisionnement de la marine, et ses responsabilités comprennent le transport, l'approvisionnement en vivres et les services médicaux.

## Titulaire de la fonction

### Fourth Naval Lords(1830–1868)
Officiers ayant été Fourth Naval Lord :
- Captain George Barrington 1830–1833
- Rear Admiral Maurice Berkeley 1833–1835
- Rear Admiral Sir Edward Troubridge 1835–1837
- Rear Admiral Maurice Berkeley 1837–1839
- Rear Admiral Sir Samuel Pechell 1839–1841
- Rear Admiral Sir James Dundas 1841
- Rear Admiral William Gordon 1841–1846
- Rear Admiral Sir Henry Rous 1846
- Rear Admiral Lord John Hay 1846–1847
- Rear Admiral Alexander Milne 1847–1852
- Rear Admiral Arthur Duncombe 1852–1853
- Rear Admiral Alexander Milne 1853–1857
- Rear Admiral Frederick Pelham 1857–1858
- Rear Admiral Sir James Drummond 1858–1859
- Rear Admiral Sir Swynfen Carnegie 1859
- Rear Admiral Alexander Milne 1859
- Rear Admiral Charles Frederick 1859–1861
- Rear Admiral Sir James Drummond 1861–1866
- Rear Admiral Sir John Dalrymple-Hay 1866–1868

### Junior Naval Lords(1868–1904)
Officiers ayant été Junior Naval Lord :
- Rear Admiral John Hay 1868–1871
- Rear Admiral Sir John Tarleton 1871–1872
- Rear Admiral Beauchamp Seymour 1872–1874
- Rear Admiral Gillford 1874–1879
- Rear Admiral Sir John Commerell 1879–1880
- Rear Admiral Sir Anthony Hoskins 1880–1882
- Rear Admiral Sir Frederick Richards 1882–1885
- Vice Admiral William Hewett 1885
- Captain William Codrington 1885–1886
- Rear Admiral Sir James Erskine 1886
- Captain Lord Charles Beresford 1886–1888
- Rear Admiral Sir Charles Hotham 1888–1889
- Rear Admiral Frederick Bedford 1889–1892
- Rear Admiral Walter Kerr 1892–1893
- Rear Admiral Gerard Noel 1893–1898
- Rear Admiral Sir Arthur Moore 1898–1901
- Rear Admiral Sir John Durnford 1901–1903
- Rear Admiral Sir Frederick Inglefield 1903

### Fourth Sea Lords 1904–1917
Officiers ayant été Fourth Sea Lords include :
- Captain Frederick Inglefield 1904–1907
- Rear Admiral Sir Alfred Winsloe 1907–1910
- Rear Admiral Sir Charles Madden 1910–1911
- Rear Admiral Sir William Pakenham 1911–1913
- Rear Admiral Sir Cecil Lambert 1913–1916
- Rear Admiral Sir Lionel Halsey 1916–1917
- Rear Admiral Sir Hugh Tothill May 1917 – October 1917

### Fourth Sea Lord and Chief of Naval Supplies and Transport(1917–1964)
Officiers ayant été Fourth Sea Lord and Chief of Naval Supplies and Transport :
- Rear Admiral Sir Hugh Tothill October 1917–?
- Captain Sir Ernle Chatfield 1919–1920
- Vice Admiral The Hon. Sir Algernon Boyle 1920–1924
- Rear Admiral Sir John Kelly 1924–1927
- Rear Admiral Sir William Fisher 1927–1928
- Vice Admiral Sir Vernon Haggard 1928–1930
- Vice Admiral Sir Lionel Preston 1930–1932
- Rear Admiral Sir Geoffrey Blake 1932–1935
- Vice Admiral Sir Percy Noble 1935–1937
- Vice Admiral Sir Geoffrey Arbuthnot 1937–1941
- Vice Admiral Sir John Cunningham 1941–1943
- Vice Admiral Frank Pegram 1943–1944
- Vice Admiral Sir Arthur Palliser 1944–1946
- Vice Admiral Sir Douglas Fisher 1946–1948
- Vice Admiral Sir Herbert Packer 1948–1950
- Vice Admiral The Earl Mountbatten of Burma 1950–1952
- Vice Admiral Sir Sydney Raw 1952–1954
- Vice Admiral Sir Frederick Parham 1954–1955
- Vice Admiral Sir Dymock Watson 1955–1958
- Vice Admiral Sir Gordon Hubback 1958–1959
- Vice Admiral Sir Nicholas Copeman 1959–1960
- Vice Admiral Sir Michael Villiers 1960–1964
- Vice Admiral Sir Raymond Hawkins 1964

### Chiefs of Fleet Support(1964–2007)
Officiers ayant été Chiefs of Fleet Support :
- Vice Admiral Sir Raymond Hawkins 1964–1967
- Admiral Sir Francis Turner 1967–1971
- Vice Admiral Sir Allan Trewby 1971–1974
- Admiral Sir Peter White 1974–1977
- Vice Admiral Sir James Eberle 1977–1979
- Vice Admiral Sir William Pillar 1979–1981
- Vice Admiral Sir James Kennon 1981–1983
- Vice Admiral Sir Anthony Tippet 1983–1986
- Vice Admiral Sir Benjamin Bathurst 1986–1989
- Vice Admiral Sir Jock Slater 1989–1991
- Vice Admiral Sir Neville Purvis 1991–1994
- Vice Admiral Sir Toby Frere 1994–1997
- Vice Admiral Sir John Dunt 1997–2000
- Rear Admiral Brian Perowne 2000–2001
- Rear Admiral Jonathon Reeve 2001–2004
- Rear Admiral Paul Boissier 2004–2006
- Rear Admiral Amjad Hussain 2006–2007

### Chiefs of Materiel (Fleet)/Chief of Fleet(Support) (2007–2017)
Officiers ayant été Chiefs of Materiel (Fleet) :
- Vice Admiral Sir Trevor Soar 2007–2009
- Vice Admiral Sir Andrew Mathews 2009–2013
- Vice Admiral Sir Simon Lister 2013–2017

### Chief of Materiel (Ships)(2017–2020)
Officiers ayant été Chief of Materiel (Ships) include :
- Vice Admiral Christopher Gardner 2019–2020

### Director General Ships(2020–présent)
Officiers ayant été Director General Ships :
- Vice Admiral Sir Christopher Gardner 2020–présent